# You Are the Music in Me
Pistes de High School Musical 2
Work This Out I Don't Dance
You Are the Music in Me est une chanson issue du téléfilm High School Musical 2 et publiée le 24 septembre 2007 aux États-Unis. La chanson est d'abord interprétée par Troy Bolton et Gabriella Montez, personnages interprétés par Zac Efron et Vanessa Hudgens, puis par d'autres personnages.

## Place dans le téléfilm
Cette chanson revient à plusieurs reprises dans le téléfilm. C'est en effet la chanson que doit présenter le duo principal lors du spectacle des jeunes talents au Country Club de Sharpay Evans. La chanson a été écrite par Kelsi Nielsen pour Troy Bolton et Gabriella Montez. On les voit donc répéter une première fois la chanson lorsqu'ils la découvrent avec Kelsi. Ensuite, sous l'emprise de Sharpay, Troy est quelque peu éloigné de ses amis et finit par en être totalement coupé. Il promet à Sharpay de chanter avec elle, et la chanson est reprise par le duo durant la répétition du spectacle. Enfin, la chanson est rejouée à la fin du film lorsque tous les amis sont réunis le soir sur la pelouse du parcours de golf.

## Classement
| Classement (2006)    | Position |
| -------------------- | -------- |
| Canadian Hot 100     | 54       |
| UK Singles Chart     | 26       |
| Billboard Hot 100    | 31       |
| Billboard Pop 100    | 25       |
| German Singles Chart | 75       |